# Irina Pieriewiertkina
Irina Władimirowna Pieriewiertkina, ros. Ирина Владимировна Переверткина (ur. 27 października 1967 w Moskwie) – rosyjska szachistka. Cztery razy z rzędu zdobyła mistrzostwo świata w szachach korespondencyjnych kobiet.

## Osiągnięcia
I miejsce:
- 9. Mistrzostwa Świata Kobiet w Szachach Korespondencyjnych (2011–2014)[1]
- 10. Mistrzostwa Świata Kobiet w Szachach Korespondencyjnych (2014–2017)[2]
- 11. Mistrzostwa Świata Kobiet w Szachach Korespondencyjnych (2017–2020)[3]
- 12. Mistrzostwa Świata Kobiet w Szachach Korespondencyjnych (2020–2023)[4]